# Darkan
Darkan – miasto w Australii, w stanie Australia Zachodnia.